# Daniel Castañeda Soriano
Daniel Castañeda Soriano fue un musicólogo, compositor e ingeniero mexicano.
Fue jefe de la Academia de Música Mexicana del Conservatorio Nacional de Música en los años 30.
Su principal interés se enfocaba al folclor mexicano. Junto con la colaboración de Vicente T. Mendoza compiló un tratado de instrumentos prehispánicos, publicado en 1937 bajo el nombre de Instrumental Precortesiano. Participó en el Primer Congreso de Música que tuvo lugar del 5 al 12 de septiembre de 1926, colaborando con Gerónimo Baqueiro Foster]c on un trabajo que proponía el uso de una escala basada en 1/32 de tono como un sistema para "traducir" de una manera más certera el folclor.  